# 西舞鶴運転区
西舞鶴運転所（にしまいづるうんてんじょ）は京都府舞鶴市にあるWILLER TRAINS（京都丹後鉄道。丹鉄）の車両基地・乗務員基地である。宮津線（宮舞線・宮豊線）および宮福線の列車運行の重要拠点となっている。

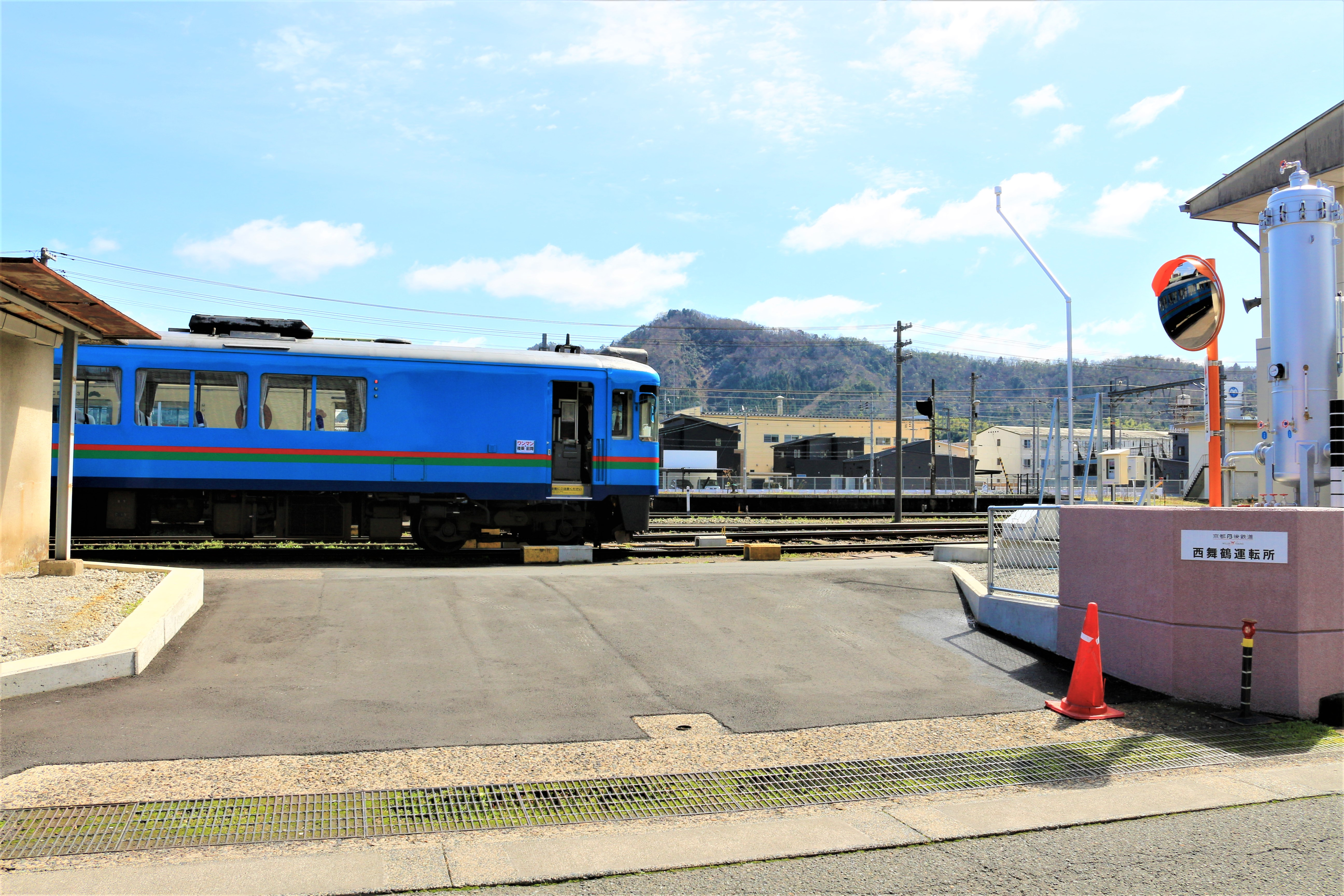
西舞鶴運転区

## 概要
当運転所は西舞鶴駅構内にあり、特急用車両が7編成16両、普通列車用車両が12両所属し、京都丹後鉄道の車両運行の拠点となっている。また車両の保守・整備も行っている。
日本国有鉄道（国鉄）西舞鶴機関区の流れを汲む車両基地であり、国鉄時代は舞鶴線（中舞鶴線・舞鶴港線を含む）および宮津線の車両基地として機能していた。

## 沿革
- 1946年（昭和21年） - 国鉄の西舞鶴機関区が開設される。
- 1987年（昭和62年）4月1日 - 国鉄分割民営化により、西日本旅客鉄道（JR西日本）に継承。
- 1990年（平成2年）4月1日 - JR宮津線の北近畿タンゴ鉄道転換に伴い、当運転区も移管。北近畿タンゴ鉄道 西舞鶴運転区となる。
- 2012年（平成24年） - 西舞鶴運転所に改称。当時に傘下の福知山運転支区は福知山運転所、豊岡運転派出は豊岡運転所となる[1]。
- 2015年（平成27年）4月1日 - 丹鉄に移管。

## 所属車両
- KTR001形（6両）
  - 愛称は「タンゴエクスプローラー」

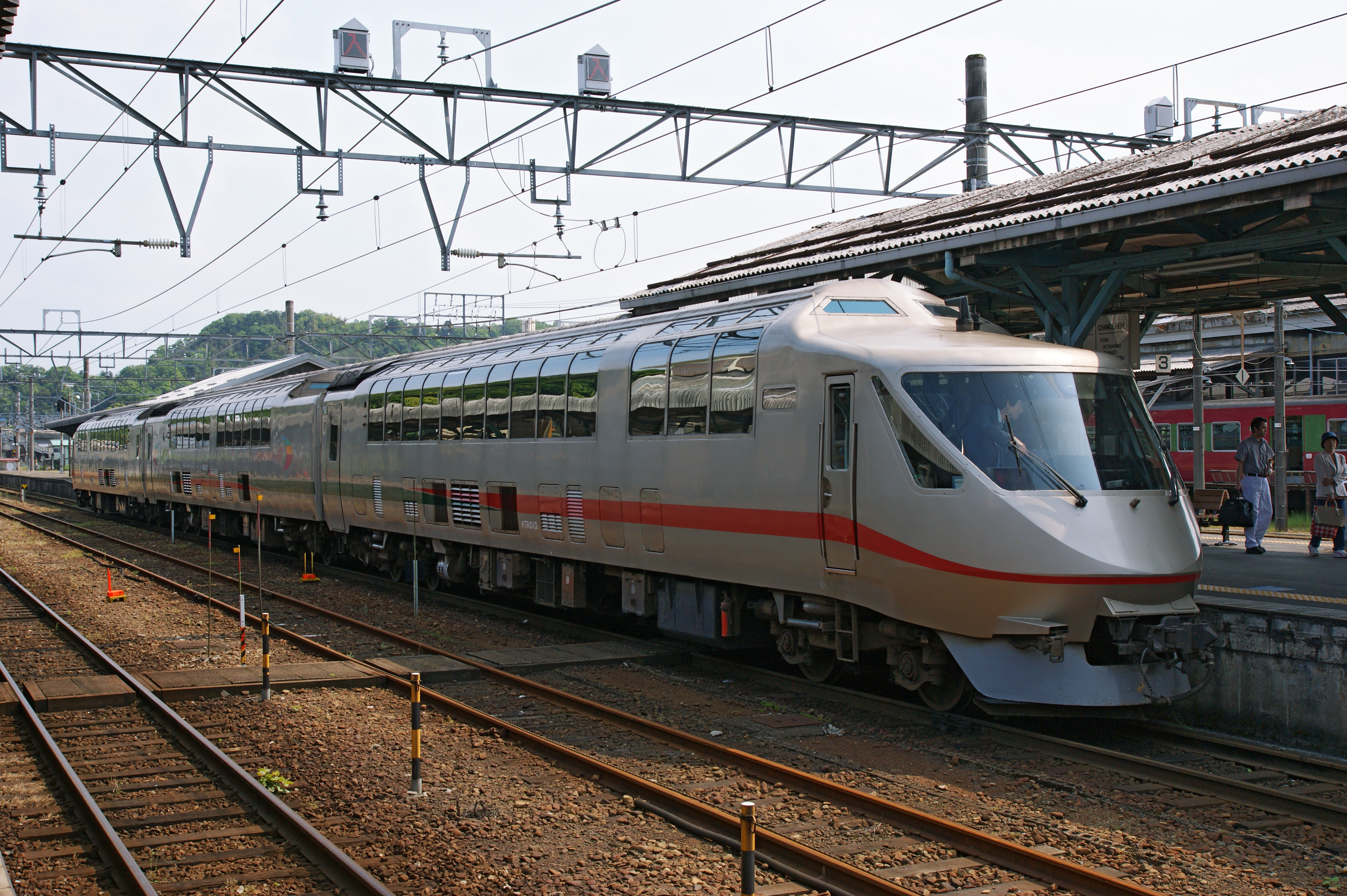
KTR001形

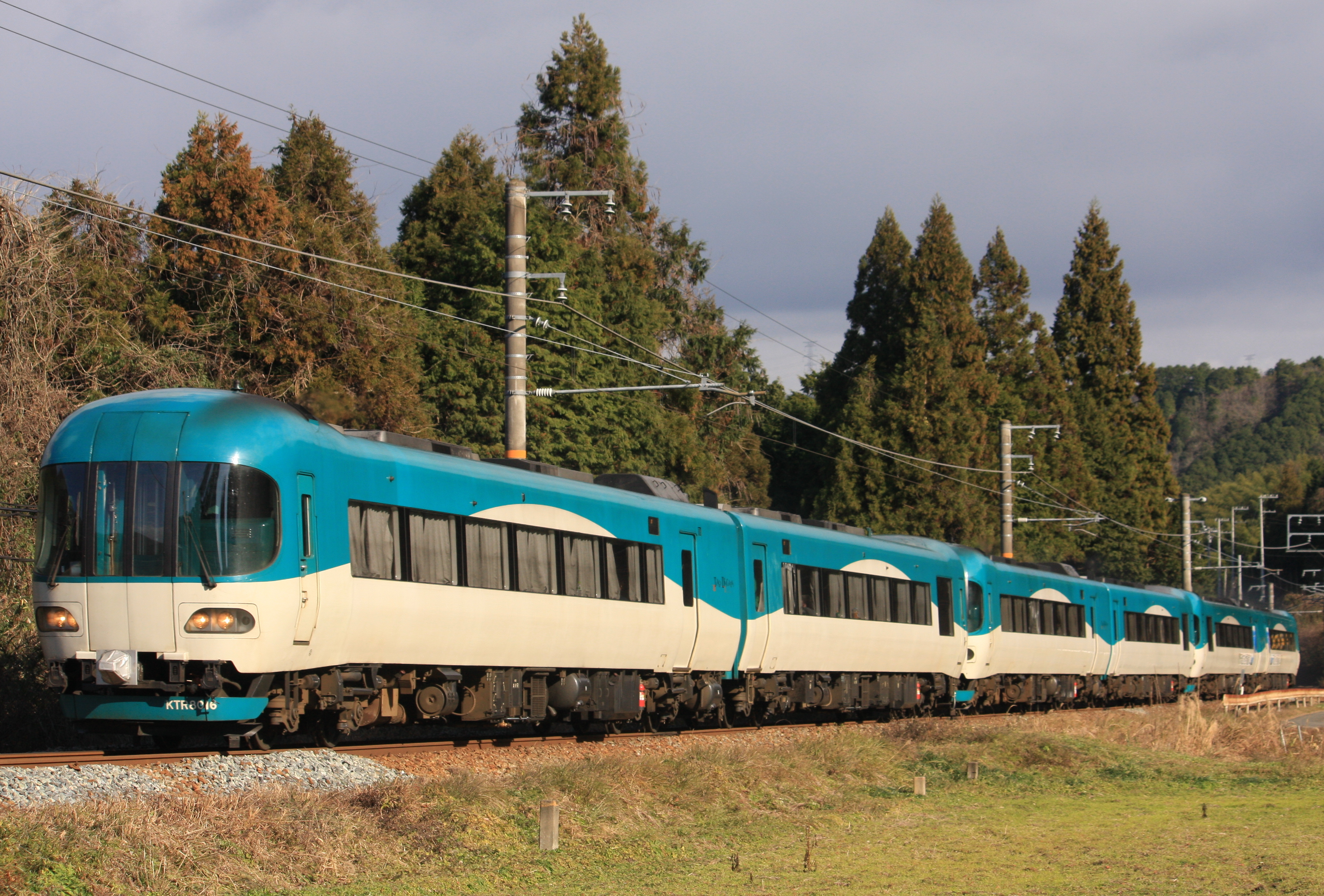
KTR8000形

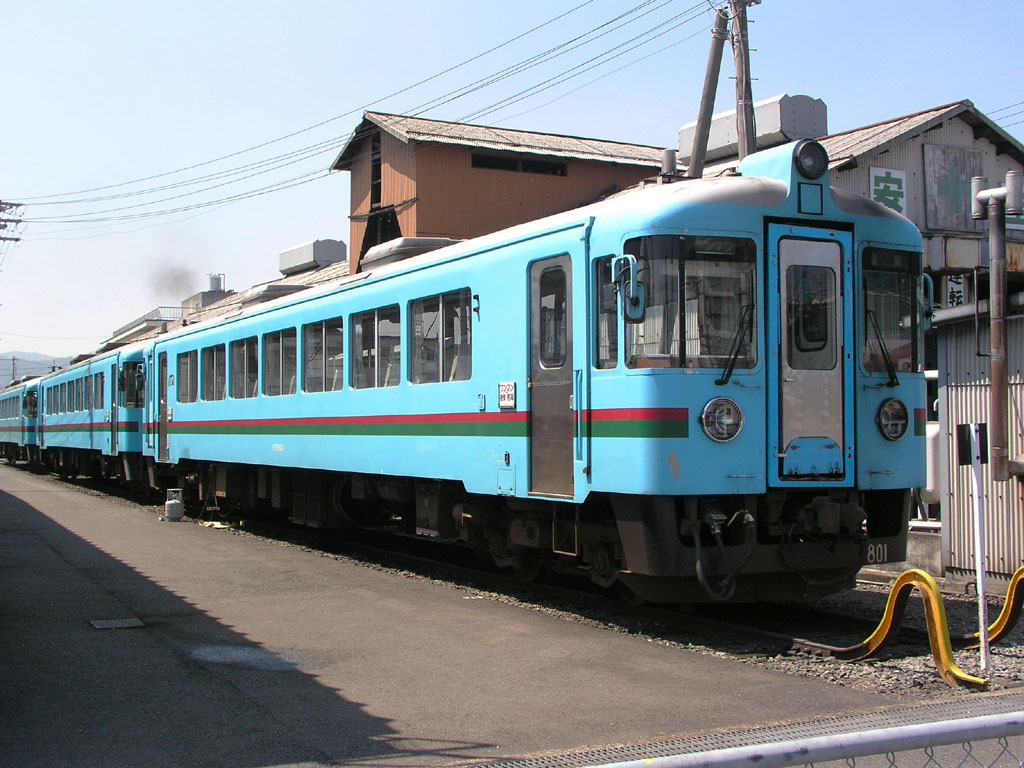
KTR800形

  - 3両編成2本が所属し、グリーン車の設定がない普通車のみのモノクラス編成である。
  - 当初は両編成ともそれぞれ単独で運用され、併結運行は不可能であったが、1999年（平成11年）に併結可能に改造され、以後は多客期に両編成を連結した6両での運用も見られた。
  - 特急及び快速・普通列車の定期運用、臨時・団体列車などにも使用されている。
  - 2013年（平成25年）3月16日のダイヤ改正により、定期運用が終了した。
- KTR8000形（10両）
  - 愛称は「タンゴディスカバリー」
  - JR西日本の183系電車との併結装備を持つ8000番台（2両編成2本）と併結装備を持たない8010番台（2両編成3本）が所属する。
  - 主に特急車両として運用されるが、快速・普通列車として定期運用もされている。
  - 特急としてははしだて・まいづる・たんごリレーで運用されている。
- KTR700形・KTR800形（12両）
  - トイレ付きのKTR700形が9両、トイレのないKTR800形が3両が所属する。
  - 基本的に単行での運用だが、多客期には2両 - 3両編成で運用されており、その際は車掌も乗務する。
  - 主に宮舞線・宮豊線で普通列車として運用されている他、宮福線でも使用される。
  - 過去には一部列車が豊岡駅からJR山陰本線に乗り入れ、城崎駅（現・城崎温泉駅）まで運転されていた時期があったが、1999年10月2日のダイヤ改正で廃止された。

## 過去の所属車両
- KTR1000形・KTR2000形（レインボーリゾート）
- 国鉄C58形蒸気機関車
- 国鉄C12形蒸気機関車
- 国鉄9600形蒸気機関車

## 乗務範囲
- 宮津線：西舞鶴駅 - 豊岡駅